# Sixto Peralta
Sixto Raimundo "Mumo" Peralta Salso (n. 16 aprilie 1979, Comodoro Rivadavia) este un fotbalist argentinian care evoluează la echipa Universidad de Concepción.

## Performanțe internaționale
A jucat pentru CFR Cluj în grupele UEFA Champions League 2008-09, contabilizând 5 meciuri în această competiție.

## Titluri
| Sezon   | Club          | Titlu              |
| ------- | ------------- | ------------------ |
| 2007-08 | CFR 1907 Cluj | Liga I             |
| 2007-08 | CFR 1907 Cluj | Cupa României      |
| 2008-09 | CFR 1907 Cluj | Cupa României      |
| 2009    | CFR 1907 Cluj | Supercupa României |
| 2009-10 | CFR 1907 Cluj | Liga I             |
| 2010    | CFR 1907 Cluj | Supercupa României |